# Последният оцелял
„Последният оцелял“ (на английски: Last Man Standing) е американски филм от 1996 година на режисьора Уолтър Хил. Създаден е като римейк на Телохранител (Yojimbo, 1961) на Акира Куросава, който е базиран на новелата на Дашиъл Хамет от 1929 година „Кървава жътва“.

## Сюжет
Внимание:  Текстът по-долу разкрива сюжета на произведението (или части от него)!
В този филм Уолтър Хил отново залага на много стрелба и чувство за уестърн, който всъщност трябва да е филм за мафията през Сухия режим. Разбира се, последният оцелял е Брус Уилис. Той е наемник тръгнал да търси късмета си и попаднал в малко градче, опустошено от властващите в него две банди. Въпреки непочтеното си занятие, героят на Брус Уилис – „Джон Смит“, е запазил човешкото в себе си. Той твърди, че целта му са парите, но става ясно, че това не е така, когато подарява парите, спечелени с риск за живота му, на две жени, потърпевши от бандите.

## В ролите
| Изпълнител         | Роля              |
| ------------------ | ----------------- |
| Брус Уилис         | Джон Смит         |
| Брус Дърн          | Шерифът Ед Галт   |
| Кристофър Уокън    | Хики              |
| Уилям Сандерсън    | Джо Мондей        |
| Дейвид Патрик Кели | Дойл              |
| Карина Ломбард     | Фелина            |
| Нед Айзенбърг      | Фредо Строци      |
| Майкъл Империоли   | Джорджо Кармонте  |
| Р. Д. Кол          | Джак Маккол       |
| Александра Пауърс  | Люси Колински     |
| Кен Дженкинс       | Капитан Том Пикет |
| Лесли Ман          | Уанда             |

## Любопитно
Филмът е забранен за разпространение от властите в Малайзия.